# Barnes (motorfiets)

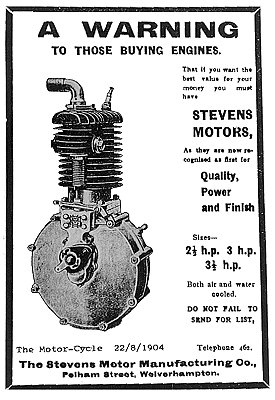
Een van de eerste motortjes van de gebroeders Stevens, een snuffelklepmotor uit 1904

Barnes is een Brits historisch merk van motorfietsen.
De bedrijfsnaam was: George A. Barnes (Barnes of Lewisham), London.
George Barnes begon in 1904 met de productie van motorfietsen. In die tijd kochten de meeste Britse merken inbouwmotoren op het vasteland, waar de technische ontwikkelingen verder waren. Barnes koos echter voor de net ontwikkelde motor van de gebroeders Stevens uit Wolverhampton. Die kon hij leveren in 2½-, 3- en 3½pk-uitvoering. Hij maakte er motorfietsen, maar ook forecars mee. In 1905 kregen de forecars andere motoren: een luchtgekoelde 4pk-motor of een watergekoelde 5pk-motor van Minerva of van MMC Als de klanten dit wilden konden deze motoren ook in de solomotoren worden gemonteerd. Lichtere solomodellen kregen een 2¼pk-motor.
Na 1905 verdween het merk Barnes van de markt.